# Diócesis de Caguas
La diócesis de Caguas (en latín: Dioecesis Caguana) es una circunscripción eclesiástica de la Iglesia católica en Puerto Rico. Se trata de una diócesis latina, sufragánea de la arquidiócesis de San Juan. Desde el 2 de febrero de 2017 su obispo es Eusebio Ramos Morales.

## Territorio y organización
La diócesis tiene 1423 km² y extiende su jurisdicción sobre los fieles católicos de rito latino residentes en 14 municipios: Caguas, Aguas Buenas, Barranquitas, Cayey, Cidra, Comerío, Naranjito, Gurabo, Juncos, Las Piedras, Maunabo, San Lorenzo, Aibonito y Yabucoa.
La sede de la diócesis se encuentra en la ciudad de Caguas, en donde se halla la Catedral del Dulce Nombre de Jesús.
En 2021 en la diócesis existían 34 parroquias.

## Historia
La diócesis fue erigida el 4 de noviembre de 1964 con la bula Quod munus del papa Pablo VI, obteniendo el territorio de la arquidiócesis de San Juan y de la diócesis de Ponce.
El 12 de noviembre de 1988, con la carta apostólica Constat Christifideles, el papa Juan Pablo II confirmó a la bienaventurada Virgen María, invocada con el título de Madre de la Iglesia (Mater Ecclesiae), como patrona de la diócesis.
El 11 de marzo de 2008 cedió una porción de su territorio para la erección de la diócesis de Fajardo-Humacao mediante la bula Venerabiles Fratres del papa Benedicto XVI.

## Estadísticas
Según el Anuario Pontificio 2022 la diócesis tenía a fines de 2021 un total de 388 140 fieles bautizados.
| Año                                                                             | Población            | Población | Población      | Sacerdotes | Sacerdotes    | Sacerdotes    | Bautizados por sacerdote | Diáconos permanentes | Religiosos | Religiosos | Parroquias |
| Año                                                                             | Bautizados católicos | Total     | % de católicos | Total      | Clero secular | Clero regular | Bautizados por sacerdote | Diáconos permanentes | Varones    | Mujeres    | Parroquias |
| ------------------------------------------------------------------------------- | -------------------- | --------- | -------------- | ---------- | ------------- | ------------- | ------------------------ | -------------------- | ---------- | ---------- | ---------- |
| 1965                                                                            | 431 804              | 531 433   | 81.3           | 85         | 24            | 61            | 5080                     |                      | 113        | 98         | 25         |
| 1970                                                                            | 472 078              | 524 531   | 90.0           | 132        | 42            | 90            | 3576                     |                      | 100        | 100        | 32         |
| 1976                                                                            | 542 529              | 580 000   | 93.5           | 107        | 34            | 73            | 5070                     |                      | 84         | 133        | 35         |
| 1980                                                                            | 474 000              | 559 000   | 84.8           | 108        | 29            | 79            | 4388                     |                      | 93         | 105        | 32         |
| 1990                                                                            | 551 000              | 635 000   | 86.8           | 106        | 46            | 60            | 5198                     | 37                   | 85         | 125        | 40         |
| 1999                                                                            | 515 000              | 653 012   | 78.9           | 113        | 62            | 51            | 4557                     | 60                   | 69         | 148        | 43         |
| 2000                                                                            | 515 000              | 653 012   | 78.9           | 120        | 66            | 54            | 4291                     | 69                   | 72         | 154        | 43         |
| 2001                                                                            | 515 000              | 653 012   | 78.9           | 111        | 65            | 46            | 4639                     | 67                   | 64         | 143        | 43         |
| 2002                                                                            | 515 000              | 653 012   | 78.9           | 111        | 65            | 46            | 4639                     | 67                   | 63         | 140        | 43         |
| 2003                                                                            | 540 000              | 717 912   | 75.2           | 102        | 65            | 37            | 5294                     | 81                   | 54         | 133        | 43         |
| 2004                                                                            | 515 000              | 717 912   | 71.7           | 107        | 64            | 43            | 4813                     | 81                   | 60         | 130        | 43         |
| 2006                                                                            | 518 000              | 721 700   | 71.8           | 101        | 66            | 35            | 5128                     | 80                   | 42         | 111        | 43         |
| 2013                                                                            | 503 000              | 643 000   | 78.2           | 70         | 43            | 27            | 7185                     | 98                   | 33         | 78         | 34         |
| 2016                                                                            | 501 863              | 641 930   | 78.2           | 78         | 53            | 25            | 6434                     | 104                  | 31         | 75         | 34         |
| 2019                                                                            | 410 275              | 586 107   | 70.0           | 70         | 46            | 24            | 5861                     | 103                  | 24         | 90         | 34         |
| 2021                                                                            | 388 140              | 554 500   | 70.0           | 63         | 44            | 19            | 6160                     | 120                  | 19         | 71         | 34         |
| Fuente: Catholic-Hierarchy, que a su vez toma los datos del Anuario Pontificio. |                      |           |                |            |               |               |                          |                      |            |            |            |

## Episcopologio
- Rafael Grovas Félix † (19 de enero de 1965-12 de febrero de 1981 retirado)[5]
- Enrique Manuel Hernández Rivera (13 de febrero de 1981-28 de julio de 1998 renunció)
  - Sede vacante (1998-2000)[nota 1]
- Ruben Antonio González Medina, C.M.F. (12 de diciembre de 2000-22 de diciembre de 2015 nombrado obispo de Ponce)
- Eusebio Ramos Morales, desde el 2 de febrero de 2017